# Eckhardite
L'eckhardite (simbolo IMA: Ehd) è un minerale della famiglia dei "solfati" con composizione chimica (Ca,Pb)Cu2+Te6+O5(H2O).

## Etimologia e storia
L'eckhardite prende il nome dal colonnello (in pensione) Eckhard D. Stuart, un prolifico collezionista proveniente da Madison (Mississippi), un collezionista di minerali che ha fornito numerosi campioni per la ricerca, tra cui questa nuova specie.

## Classificazione
L'eckhardite è stata approvata come specie minerale indipendente dall'Associazione Mineralogica Internazionale (IMA) nel 2012, quindi non è elencata nella nona edizione della sistematica dei minerali di Strunz, che è stata aggiornata dall'IMA fino al 2009.
L'edizione successiva, proseguita dal database "mindat.org" e chiamata Classificazione Strunz-mindat, elenca l'eckhardite nella classe "7. Solfati (selenati, tellurati, cromati, molibdati, tungstati)" e nella sottoclasse "7.C Solfati (selenati, ecc.) senza anioni aggiuntivi, con H2O"; questa viene ulteriormente suddivisa in base alla dimensione dei cationi coinvolti, in modo che l'eckhardite possa essere trovata nella sezione "7.CC Con cationi di media e grande dimensione", dove è l'unico minerale a formare il sistema nº 7.CC.90.
Nella Sistematica dei lapis (Lapis-Systematik) di Stefan Weiß l'eckhardite è elencata nella classe degli "ossidi" e nella sottoclasse dei "solfiti, seleniti, telluriti", dove si trova nella sezione dei "tellurati con gruppi [Te6+O6]6- e strutture correlate" dove forma il sistema nº IV/K.15 insieme ad agaite, andychristyite, backite, bairdite, brumadoite, cesbronite, cuzticite, dagenaisite, frankhawthorneite, fuettererite, jensenite, khinite, kuranakhite, leisingite, markcooperite, mcalpineite, mojaveite, montanite, ottoite, paratimroseite, raisaite, timroseite, utahite, xocolatlite, xocomecatlite e yafsoanite.

## Abito cristallino
L'eckhardite cristallizza nel sistema monoclino con il gruppo spaziale P21/n con i parametri reticolari a = 8,1606(8) Å, b = 5,3076(6) Å, c = 11,4412(15) Å e β = 101,549(7)°, oltre ad avere 4 unità di formula per cella unitaria.

## Origine e giacitura
L'eckhardite si verifica in cavità di piccole o medie dimensioni nel quarzo in associazione con clorargirite ricca di bromo, oro, housleyite, khinite, markcooperite e ottoite. Si interpreta come formazione dall'ossidazione parziale di solfuri primari e tellururi durante o dopo la brecciatura di vene di quarzo.
L'eckhardite è un minerale molto raro ed è stata trovata solo negli Stati Uniti: le sue località tipo, la miniera di "Aga" e il cumulo di "Bird Nest", entrambi sul monte Otto nella contea di San Bernardino (California) e nel distretto minerario "Detroit" nella contea di Juab (nello Utah).

## Forma in cui si presenta in natura
L'eckhardite si presenta come aghi o lame allungate di dimensioni fino a 150 μm, oppure in aggregati da sub-radiali a radiali; il minerale ha colore azzurro-verde chiaro con lucentezza vitrea o semi adamantina. Il colore del suo striscio è blu-verde molto chiaro.